# Melanagromyza rutshurensis
Melanagromyza rutshurensis är en tvåvingeart som beskrevs av Spencer 1959. Melanagromyza rutshurensis ingår i släktet Melanagromyza och familjen minerarflugor. Inga underarter finns listade i Catalogue of Life.